# Errezil
Errezil település Spanyolországban, Gipuzkoa tartományban. Errezil Alkiza, Aia, Azpeitia, Zestoa, Asteasu, Larraul, Albiztur, Bidania-Goiatz és Beizama községekkel határos. Lakosainak száma 580 fő (2024).

## Népesség
A település népessége az utóbbi években az alábbiak szerint változott:
| Lakosok száma | 615  | 607  | 611  | 628  | 607  | 594  | 599  | 585  | 578  | 580  |
|               | 2001 | 2004 | 2006 | 2009 | 2011 | 2014 | 2016 | 2019 | 2021 | 2024 |